# 常宜
常宜（?—?），中国上古人物，娵訾氏。根据《史记·五帝本纪》记载，常宜是帝喾高辛氏的第四妃。《帝王世纪》称之为常仪。她是帝喾长子帝挚的母亲。帝喾去世后，帝挚继位，因其不善，九年后让位给弟弟放勋。放勋就是尧。一说奔月的嫦娥，即常宜（常仪）演化而来，但嫦娥旧称“恒我”，此说疑不可信。